# Szergej Grigorjevics Jeliszejev
Szergej Grigorjevics Jeliszejev (Сергей Григорьевич Елисеев; francia neve: Serge Elisséeff; kínai neve pinjin hangsúlyjelekkel: Yè Lǐsuí; magyar népszerű: Je Li-szuj; hagyományos kínai: 葉理綏; egyszerűsített kínai: 叶理绥) Szentpétervár, 1889. január 13. – Párizs, 1975. április 13.) orosz–francia sinológus, japanológus.

## Élete, munkássága
Jeliszejev 1907-ben a Berlini Egyetemen kezdte meg tanulmányait a Seminar für Orientalischen Sprachenen („Keleti nyelvek szemináriuma”). A japán nyelv és történelem mellett Wilhelm Grube és Otto Franke irányításával kínaiul is elkezdett tanulni. Egy évvel később, 1908-ban iskolát váltva Japánban utazott, és tanulmányait a Tokiói Birodalmi Egyetemen folytatta. 1912-ben diplomázott a híres haiku-költőről, Basóról írt diplomamunkájával. Ezt követően ugyanitt kínai és japán festészetet, japán történelmet tanult és Ihara Szaikaku drámáit tanulmányozta. Rendkívüli módon érdekelte a japán színjátszás kabuki műfaja, ezért szabadidejében kabuki táncleckéket vett. Ugyan csak Japánban magánúton kínaiul is tanult egy mandzsu származású tanártól. 1913 elején személyesen találkozott az utolsó Tokugava-sógunnal, Tokugava Josinobuval, és megismerkedett a híres japán íróval Nacume Szószekivel is.
1917-től 1930-ig a párizsi Sorbonne japán nyelv professzoraként tevékenykedett, közben 1921-től 1929-ig a párizsi japán nagykövetség főtolmácsaként is dolgozott. 1931-ben megkapta a francia állampolgárságot, majd 1932-ben az Egyesült Államokba utazott, ahol a Harvard Egyetemen kínait és japánt tanított. 1933–1934-ben Franciaországba visszatérve az École pratique des hautes études igazgatói feladatát látta el, majd 1934-ben ismét az Egyesült Államokba utazott, ahol a Harvard Egyetemen professzori státusszal várták. Jeliszejev lett a Harvard-Yenching Intézet első igazgatója. 1936-ban megalapította a Harvard Journal of Asiatic Studies című orientalisztikai szakfolyóiratot, amelynek 1957-ig szerkesztője volt. 1957-ben visszatért a Sorbonne-ra.

## Főbb művei
- La peinture contemporaine au Japon (1923)
- Neuf nouvelles japonaises (1924)
- Le théâtre Japonais (kabuki) (1932. Alexandre Iacovleffel)
- Elementary Japanese for university students (1941)
- Elementary Japanese for college students (1944)
- Selected Japanese texts for university students (1944)
- Japan : frühe buddhistische Malereien (1959)